# ファラデー回転子

ファラデー効果による偏光のメカニズム。力線は回転子周りの永久磁石により閉じ込められる。

ファラデー回転子（ファラデーかいてんし、Faraday rotator）は、ファラデー効果（縦方向の静磁場を受けながら光が材料を透過する時に生じる磁気光学効果）に基づく偏光回転子である。ファラデー回転子を通る波の偏光状態（直線偏光の軸や楕円偏光の方向など）は回転する。これは、左と右の円偏光の間の位相速度のわずかな違いにより説明される。これは円複屈折の一例だが、光学活性と異なり、磁場の存在下でのみこの特性を有する材料と関連する。

## メカニズム
反対の円偏光の間の伝播の違いから生じる円複屈折は、直線複屈折（または単に複屈折）とは異なる。
偏光状態は、以下のように、印加された縦方向の磁場に比例して回転する。
{\displaystyle \beta =VBd\!}
ここで{\displaystyle \beta }は回転角度（ラジアン）、{\displaystyle B}は伝播方向の磁束密度（テスラ）、{\displaystyle d}は光と磁場が相互作用する経路の長さ（メートル）、{\displaystyle V}は材料のベルデ定数である。この経験的比例定数(rad/(T·m))は、波長と温度により変化し、様々な材料で依存性が調べられている。
ファラデー回転は、非相反的な光伝播のまれな例である。相反性は、電磁気学の基本的な原則であるが、この場合の「見かけの」非相反性は、静磁場を考慮せず結果の装置のみを考慮した結果である。糖の溶液などの光学活性を示す媒質での回転と異なり、反射して同じファラデー回転子を通って戻っても、ビームが行きに媒質を通って経験した偏光変化は打ち消されず、逆に2倍になる。これにより、45度の回転のファラデー回転子を実装することで、直線偏光源からの光で意図せず下流に反射してきたものは90度回転するため偏光板で簡単にブロックすることができる。これは望まない反射が上流の光学システム（特にレーザー）に影響を与えるのを防ぐために使用される光アイソレーターの基礎である。